# Dyavanakere, Shimoga
Dyavanakere là một làng thuộc tehsil Shimoga, huyện Shimoga, bang Karnataka, Ấn Độ.